# Велдиньо
Велдер да Силва Марсал (порт. Welder da Silva Marçal), более известный как Велдиньо (порт. Weldinho) (16 января 1991, Франка, штат Сан-Паулу) — бразильский футболист, фланговый защитник. В 2011—2012 гг. выступал за «Коринтианс», в составе которого становился чемпионом Бразилии и выиграл Кубок Либертадорес.

## Биография
Велдер является воспитанником школы «Паулисты» из Жундиаи, в составе этого клуба он дебютировал в профессиональном футболе в 2010 году. Отыграв за команду полгода в следующем году, Велдер перешёл в состав «Коринтианса», который вёл борьбу за титул чемпионов Бразилии, и в итоге сумел выиграть эту борьбу с «Васко да Гамой». Велдер сыграл в 26 матчах Серии A и являлся одним из самых многообещающих молодых футболистов клуба, потенциальным сменщиком опытного Алессандро.
В 2012 году Велдиньо (уменьшительная форма имени, которую используют болельщики и партнёры по команде — в конце 2011 года игрок начал выступать в футболке именно с надписью Weldinho на спине) получил очень серьёзную травму, из-за которой не поехал на Клубный чемпионат мира. В Серии A он провёл только 9 матчей, а в Кубке Либертадорес, который впервые в своей истории выиграл «Коринтианс» успел сыграть в двух матчах группового этапа — против парагвайского «Насьоналя» он вышел на замену в конце игры, а против «Депортиво Та́чиры» он отыграл весь второй тайм.
В феврале 2013 года стало известно о том, что 40 % прав на Велдиньо были выкуплены анонимными инвесторами и до конца года фланговый защитник на правах аренды проведёт в «Палмейрасе», который, несмотря на вылет в Серию B, принимает участие в розыгрыше Кубка Либертадорес 2013 на правах обладателя Кубка Бразилии.
После 2014 года карьера Велдиньо стала складываться неудачно. Он стал выступать за клубы низших дивизионов чемпионата Бразилии. Последней его командой в 2017 году стал «Фигейренсе». В середине года он был отчислен из клуба, поскольку не входил в планы тренерского штаба.

## Статистика
| Клуб       | Сезон | Серия A | Серия A | Лига Паулиста | Лига Паулиста | Кубок Бразилии | Кубок Бразилии | Кубок Либертадорес | Кубок Либертадорес | Южноамериканский кубок | Южноамериканский кубок | Товарищеские матчи | Товарищеские матчи | Всего | Всего |
| Клуб       | Сезон | Игры    | Голы    | Игры          | Голы          | Игры           | Голы           | Игры               | Голы               | Игры                   | Голы                   | Игры               | Голы               | Игры  | Голы  |
| ---------- | ----- | ------- | ------- | ------------- | ------------- | -------------- | -------------- | ------------------ | ------------------ | ---------------------- | ---------------------- | ------------------ | ------------------ | ----- | ----- |
| Паулиста   | 2010  | 0       | 0       | 2             | 0             | 0              | 0              | 0                  | 0                  | 0                      | 0                      | 0                  | 0                  | 2     | 0     |
| Паулиста   | 2011  | 0       | 0       | 16            | 1             | 0              | 0              | 0                  | 0                  | 0                      | 0                      | 0                  | 0                  | 16    | 1     |
| Коринтианс | 2011  | 26      | 0       | 0             | 0             | 0              | 0              | 0                  | 0                  | 0                      | 0                      | 0                  | 0                  | 26    | 0     |
| Коринтианс | 2012  | 9       | 0       | 9             | 1             | 0              | 0              | 2                  | 0                  | 0                      | 0                      | 2                  | 0                  | 21    | 1     |
| Коринтианс | 2013  | 0       | 0       | 3             | 0             | 0              | 0              | 0                  | 0                  | 0                      | 0                      | 0                  | 0                  | 3     | 0     |
| Итого      |       | 35      | 0       | 30            | 2             | 0              | 0              | 2                  | 0                  | 0                      | 0                      | 2                  | 0                  | 68    | 2     |

## Титулы и достижения
- Чемпион Бразилии (1): 2011
- Победитель Кубка Либертадорес (1): 2012